# 尹地站
尹地站是一个成昆铁路元昆段上的乘降所，位于云南省元谋县老城乡尹地村，建于1970年，邮政编码为651302。
尹地站北上距攀枝花站115公里，成都站864公里，南下距广通站83公里，昆明站236公里。车站隶属中国铁路昆明局集团广通车务段管辖，原为四等站，2020年初拆除侧线改建为乘降所。该站目前客运每日有一对慢车办理乘降业务，不办理货运业务。